# Shanghai Pudong International Airport
Pudong International Airport er en lufthavn, der ligger i den østlige del af bydelen Pudong i Shanghai i Kina.
Det er en ny lufthavn der har overtaget Shanghais anden lufthavn Hongqiao Airport,s plads som international. I Pudong Airport er verden første magnetisk svævende tog kaldet Maglev. Togets topfart er 450km/t. Det kører de 30 km til en metrostation i Shanghai.
- Wikimedia Commons har flere filer relateret til Shanghai Pudong International Airport

| Luftfart | Spire Denne artikel om flyvning er en spire som bør udbygges. Du er velkommen til at hjælpe Wikipedia ved at udvide den. |

31°08′36″N 121°48′19″Ø / 31.14333°N 121.80528°Ø